# M549

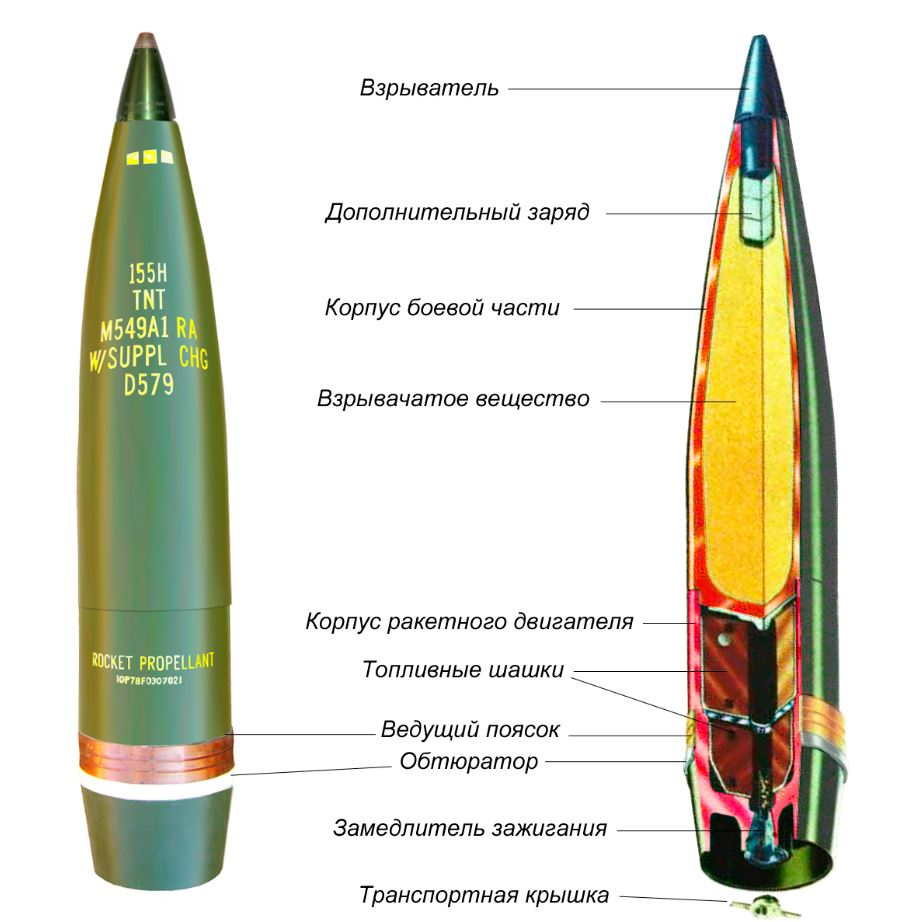
Снаряд M549 / M549A1. Внешний вид и устройство

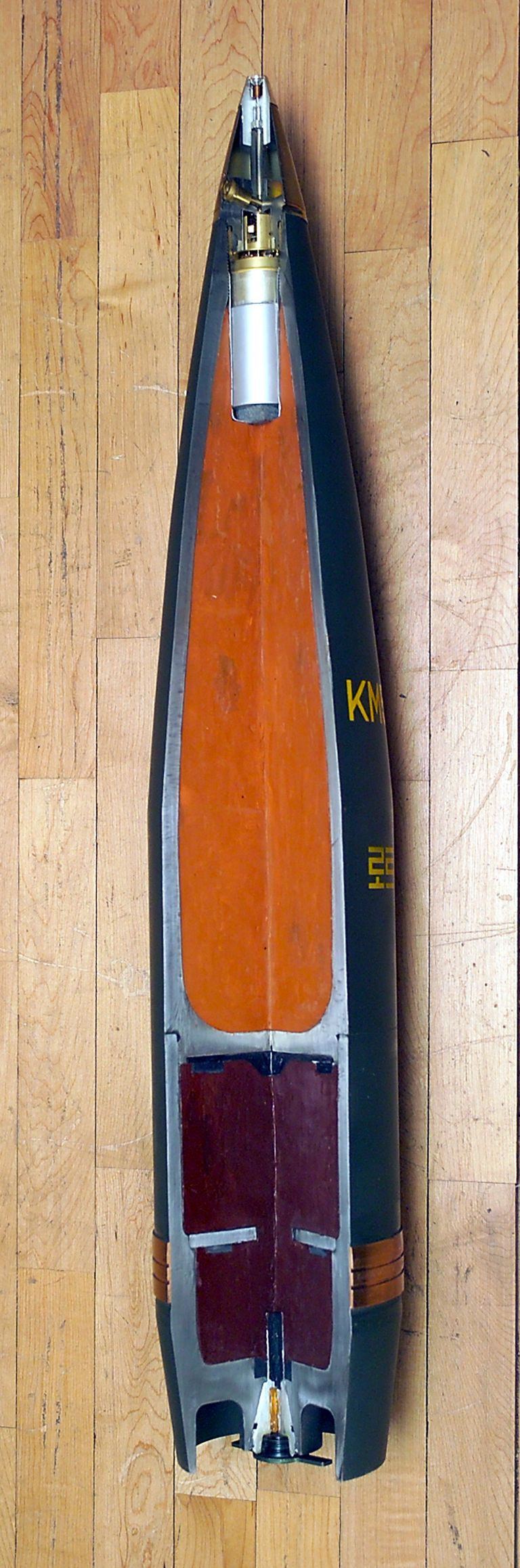
Снаряд M549A1 производства Poongsan Corporation в разрезе

M549 — осколочно-фугасный активно-реактивный артиллерийский снаряд калибра 155мм производства США. По состоянию на 2023 год снаряд устарел, и будет заменен активно-реактивным снарядом M1113.

## История
Разработка снаряда M549 началась в 60-х годах XX века, серийное производство было развёрнуто в 1970-м году. Снаряд предназначен для поражения целей на повышенной  относительно обычных снарядов дальности (на время разработки и постановки в производство M549 стандартный 155 мм гаубичный снаряд M107 имел дальность 17 км, в то время как дальность выстрела снарядом M549 из гаубицы М109 достигала 23,5 км). Первоначально в качестве взрывчатого вещества (ВВ) в снаряде использовалась «Композиция Б», однако после появления метательного заряда повышенной M203 для обеспечения безопасности выстрела в 1977 году начинка снаряда была заменена на тротил. Снаряд, начиненный тротилом, получил индекс M549A1.
Снаряд M549A1 был снят с производства в США до двухтысячных годов. В качестве замены M549A1 разработан более совершенный активно-реактивный снаряд M1113, начало серийного производства которого предполагается в 2023 году.
Конфигурация снаряда M549/549A1 была использована в качестве основы для тактического ядерного боеприпаса калибра 155-мм — XM785. Снаряды имеют сходную баллистику.
После окончания производства в США производство M549A1 продолжила Poongsan Corporation в Южной Корее.

## Конструкция
Снаряд M549/549A1 состоит из боевой части и ракетного двигателя. Соответственно имеется корпус боевой части, выполненный из высокофрагментированной стали HF1 и корпус ракетного двигателя из стали 4340. В носовой части снаряда имеется резьбовое отверстие для ввинчивания взрывателя. При поставке с завода в это отверстие вкручивается пробка с рым-болтом, которая перед стрельбой выкручивается и заменяется взрывателем. В корпус боевой части залито ВВ — 7.26 кг Composition B в случае M549 и 6.8 кг тротила в случае M549A1. Напротив резьбового отверстия во взрывчатом веществе, заполняющем корпус, высверлено глубокое углубление под взрыватель. В него на заводе вставляется дополнительный заряд (англ: «supplementary charge») весом 136 грамм, выравнивающий глубину отверстия до «нормальной». В случае, когда снаряд используется с взрывателем, имеющем короткую ввинчивающуюся часть (56 мм), дополнительный заряд остаётся на месте, при использовании взрывателя с длинной ввинчивающейся частью (124,7 мм) — вынимается.
В привинчивающемся к боевой части снаряда корпусе ракетного двигателя размещены две прессованные шашки из пороха M37, между которыми имеется металлическая разделительная пластина. Общий вес шашек составляет 3,2 кг. Для герметизации камеры сгорания между стенкой орудия и снаряда в задней части корпуса ракетного двигателя имеется сдвоенный ведущий поясок из латуни с содержанием 90 % меди и 10 % цинка. Он вдавливаются в нарезы ствола орудия при выстреле. За ведущим пояском ближе к донцу снаряда имеется пластиковый обтюратор.
В находящееся по центру донца снаряда сопло реактивного двигателя вставлен замедлитель, который обеспечивает задержку примерно в 8 секунд между выстрелом и запуском реактивного двигателя. После воспламенения пороховых шашек ракетный двигатель работает в течение примерно 3 секунд, увеличивая скорость и дальность полета снаряда. На заводе сопло закрывается транспортной заглушкой, которая перед выстрелом должна быть удалена.
Неснаряжённые взрывателем снаряды по весу делятся на три группы (зоны). Нумерация зон идёт от третьей до пятой. Зоны маркируются в носовой части снаряда соответствующим количеством квадратов желтого цвета. При этом в каждом квадрате керном набивается углубление.

### Технические характеристики
- Вес снаряда M549 с взрывателем - 43.545 кг
- Вес снаряда M549A1 с взрывателем - 43.6 кг
- Вес ВВ  Composition B  в снаряде M549 - 7,62 кг
- Вес ВВ - тротил в снаряде M549A1 - 6,8кг
- Вес реактивного двигателя - 13,5 кг
- Общий вес пороховых шашек в двигателе - 3,175 кг
- Длина с взрывателем - 873.5 мм
- Длина без взрывателя - 858 мм
- Длина реактивного двигателя - 873.5 мм

- Дальность при стрельбе из орудия:
  - M114 с метательным зарядом M4A2: 19.3 км[3]
  - M109 с метательным зарядом M119A1,A2: 23.5 км[2]
  - M198 с метательным зарядом M203: 30.1 км[4]

#### Точность стрельбы
Снаряд M549/549A1 при использовании обычного взрывателя имеет крайне низкую точность на максимальных дистанциях стрельбы. Его круговое вероятное отклонение (КВО) составляет 267 м. Этот недостаток снаряда удалось исправить только в 2019 году, с началом серийного производства взрывателя с функцией коррекции курса M1156 PGK. При использовании M1156 PGK КВО снаряда уменьшается до 30 м.

## Взрыватели
- Контактные: M557,  M739
- С программируемым временем подрыва:  M582,  M564
- С функцией коррекции курса:  M1156 PGK

## Метательные заряды
Снаряд M795 относится к категории раздельно заряжаемых боеприпасов с модульными (зональными) метательными зарядами. То есть снаряд и метательные заряды заряжаются раздельно. Могут использоваться, стандартные метательные заряды НАТО, такие как  M4A2 , M119A1, M119A2, M203, M203A1.